# Midrash Halakhah
I Midrashim derivano principalmente dagli insegnamenti dei Tannaim e su di essi si basano:
1. Zugot
2. Tannaim
3. Amoraim
4. Savoraim
5. Gaonim
6. Rishonim
7. Acharonim

Midrash halakhah (in ebraico הֲלָכָה‎?) era l'antico metodo rabbinico di studio della Torah che esaminava le 613 Mitzvot ("precetti"), identificandone le fonti nel Tanakh (Bibbia ebraica) e interpretando tali passaggi come prove di autenticità delle leggi. Midrash si riferisce più in generale anche all'interpretazione "non legale" del Tanakh (Midrash aggadico). Il termine si applica anche alla derivazione di nuove leggi, sia per mezzo di una corretta interpretazione del significato evidente delle parole scritturali stesse o mediante l'applicazione di alcune regole di  ermeneutica.

## Terminologia
La frase "Midrash halakhah" fu impiegata dal teologo e filosofo ebreo Nachman Krochmal (nel suo Moreh Nebuke ha-Zeman, p. 163), con l'espressione talmudica "Midrash Torah" = "indagine della Torah". Queste interpretazioni erano state spesso considerate come corrispondenti al vero significato dei testi scritturali: così si ritenne che una corretta spiegazione della Torah implicava la prova della halakhah e la ragione della sua esistenza.
Nel Midrash halakha si distinguono tre divisioni:
- Il midrash dell'halakhah più antica, cioè il midrash dei Soferim (scribi) e dei Tannaim delle prime due generazioni;
- Il midrash dell'halakhah posteriore, o il midrash dei Tannaim delle tre generazioni successive;
- Il midrash di diversi Tannaim più giovani e di un gran numero di Amoraim che non interpretarono il brano biblico come prova reale dell'halakhah, ma solo come un suo suggerimento o supporto ("zekher le-davar"; "asmakhta").

La prima halakhah cercava solo di definire la portata e lo scopo delle singole leggi, chiedendo in quali circostanze della vita pratica una determinata regola dovesse essere applicata e quali fossero le conseguenze. Il primo Midrash, quindi, mira ad una definizione esatta delle leggi contenute nelle Scritture mediante un'accurata interpretazione del testo e una corretta determinazione del significato delle varie parole. La forma di esegesi adottata è spesso quella di una semplice lessicografia ed è straordinariamente breve.
Alcuni esempi serviranno ad illustrare lo stile del Midrash halakhah più antico. Traduce la parola "raʾah" (Esodo 21:8) con "dispiacere" (Mekhilta, Mishpatim), che è contrario all'interpretazione di Rabbi Eliezer. Dall'espressione "be-miksat" (Esodo 12:4) che, secondo il testo può solo significare "numero", l'halakha più antica deduce la regola che, quando si uccide l'agnello di Pesach, il macellatore deve essere consapevole del numero di persone che lo consumeranno (Mek., Bo, 3 [ed. I.H. Weiss, p. 5a]).
L'affermazione che la determinazione del calendario delle feste dipende interamente dalla decisione del nasi e del suo concilio, deriva da Levitico 23:37: la parola "Otam" (loro) scritta difettosamente e letta come "attem" (voi) e l'interpretazione "che voi proclamerete come sante convocazioni" è considerata conforme al significato originale della frase (R.H. 25a). Quando sono state trasmesse due forme diverse della stessa parola in un determinato passo, una scritta nel testo ("ketib") e l'altra nella lettura tradizionale ("qere"), l'halakhah, non volendo designare né l'una né l'altra come errate, interpreta la parola in modo tale che entrambe le forme possano essere considerate corrette. Così spiega Levitico 25:30 - dove, secondo qere il significato è "nella città murata", ma secondo ketib "nella città che non è murata", come riferito ad una città che una volta aveva le mura, ma non le ha più  ('Ar. 32b). In modo simile spiega Levitico 11:29 (Ḥul. 65a). Secondo Krochmal (loc. cit., pp. 151 e seguenti), il ketib era dovuto ai Soferim stessi, che desideravano che l'interpretazione proposta dall'halakhah potesse essere contenuta nel testo; per esempio, nel caso dei succitati "otam" e "attem", omettevano intenzionalmente la "ו" (Waw).